# Lingua chewa
La lingua chewa (chicheŵa nella trascrizione standard del Malawi), nota anche come cinyanja, chewa o nyanja, è una lingua bantu parlata in gran parte dell'Africa centrale e meridionale.
Il nome chichewa significa "lingua dei Chewa". I chewa sono l'etnia principale nel Malawi, di cui il chewa è lingua nazionale. La lingua è parlata anche da altri popoli, che la chiamano con nomi diversi: nella Provincia Orientale dello Zambia, per esempio, il chichewa è parlato da alcuni gruppi di etnia ngoni e kunda, che si riferiscono alla propria lingua con il nome inyanja (o chinyanja), "lingua del lago" (con riferimento al lago Malawi). Lo ngoni e il kunda sono i dialetti del chewa tipici delle etnie omonime. Altri gruppi che parlano il chewa si trovano in Mozambico (province di Tete e Niassa), in Zimbabwe (dove il chewa rappresenta la terza lingua nativa) e nelle zone settentrionali del Sudafrica e del Lesotho.
Nel 2022, risultano 14,4 milioni di parlanti totali.

## Storia
La lingua chewa moderna prese forma durante il periodo storico dell'impero Maravi, che dal XV al XVIII secolo dominava gran parte degli odierni Malawi, Mozambico e Zambia. Sopravvisse alla caduta dell'impero e alle successive invasioni di popoli di etnia e lingua ngoni, e in epoca coloniale fu adottata dai missionari per comunicare con la popolazione locale.
La prima grammatica chewa fu scritta da un linguista britannico nel 1880. Sia la Bibbia che il Corano sono stati tradotti in chewa.